# أسامة موكوايا
أسامة موكوايا (بالإنجليزية: Usama Mukwaya)‏ (مواليد 12 ديسمبر 1989)، هو مُمثل ومُخرج وكاتب سيناريو أوغندي.

## وصلات خارجية
- أسامة موكوايا على موقع IMDb (الإنجليزية)
- أسامة موكوايا على موقع قاعدة بيانات الأفلام العربية
- أسامة موكوايا على موقع قاعدة بيانات الفيلم (الإنجليزية)
- أسامة موكوايا على موقع ليتربوكسد (الإنجليزية)
- أسامة موكوايا على موقع كينوبويسك (الروسية)